# Like a Stone (песня Audioslave)
«Like a Stone» (с англ. — «Как камень») — песня американской супергруппы Audioslave, второй сингл с их дебютного одноимённого альбома, вышедший 20 января 2003 года.
Песня в течение 12 недель возглавляла чарт Billboard Hot Mainstream Rock Tracks, 2 недели была на вершине Hot Modern Rock Tracks, а также достигла 31 места в чарте Hot 100. «Like a Stone» получила золотую сертификацию Американской ассоциации звукозаписывающей компаний (RIAA), Австралийской ассоциации звукозаписывающих компаний (ARIA) и Португальской ассоциации звукозаписывающих компаний (AFP). Британская ассоциация производителей фонограмм (BPI) присвоила композиции серебряный статус. В 2021 году песня заняла 55 место в рейтинге Greatest of All Time Mainstream Rock Songs от Billboard.
Как и во всех остальных работах Audioslave, автором слов выступил Крис Корнелл, музыка же была написана всеми участниками группы совместно.
Песня является самой известной композицией группы, а также произведением с наибольшим количеством просмотров на YouTube во всей музыкальной карьере Криса Корнелла, включая его работы в составе Soundgarden, Audioslave и 5 соло-альбомов. По состоянию на ноябрь 2024 года, клип на песню собрал более 1,29 миллиарда просмотров.

## Смысл песни
Басист группы Тим Коммерфорд признался, что поначалу был озадачен текстами Корнелла. Если первоначально Коммерфорд, основываясь на припеве трека, думал, что эта песня о любви и романтике, то вокалист и автор текста Крис Корнелл объяснил: «Эта песня рассказывает о старике, ожидающем смерти, который сидит в доме в одиночестве после того, как все его друзья и семья ушли из жизни, в ожидании воссоединения с ними». Корнелл также заявлял: «песня о поиске Бога другими способами, нежели традиционный монотеистический стиль мышления» и «ваш рай такой, каким вы его делаете».
Меланхолический тон и некоторые фрагменты текста «Like a Stone» заставляют задуматься, не написал ли Корнелл песню о покойном вокалисте Alice in Chains Лейне Стейли, скончавшемся в апреле 2002 года. Корнелл опроверг это: «Нет. Я не из тех людей, которые, когда что-то происходит, начинают метаться: „О, 11 сентября, а сегодня 12 сентября, давайте-ка я напишу об этом“. Я написал текст песни ещё до его смерти. […] Такие вещи очень легко истолковать неправильно, но я не склонен садиться и планировать, что буду писать о каком-то конкретном событии. Они (слова) или приходят, или не приходят».

## Видеоклип
Клип на песню «Like a Stone» был снят в январе 2003 года в старом особняке «The Cedars», построенном в районе Сильвер-Лейк в Лос-Анджелесе французским архитектором Морисом Турнёром в 1927 году. Здание выполнено в испанском стиле. Данное поместье регулярно пользовалось популярностью среди знаменитостей различных эпох. В частности, в этом здании бывали актёры Мэрилин Монро и Джонни Депп, где последний готовился к своей роли в фильме «Эд Вуд». Среди музыкантов, в комплексе останавливались Лу Рид и The Velvet Underground, а Джими Хендрикс написал здесь песню «Purple Haze».
Клип был придуман и снят ирландским клипмейкером Мейертом Ависом, обладателем Грэмми, который также сотрудничал с U2, Брюсом Спрингстином, Бобом Диланом, Джей Ло и другими артистами. В роли младенца в клипе снялся годовалый сын Коммерфорда, Ксавьер.
Видеоклип состоит из плавно сменяющихся кадров живого исполнения песни с крупными планами основных аспектов исполнения — вокала Корнелла, ударных партий Уилка, соло-партии Морелло и бэк-вокала Коммерфорда. Клип снят в мрачных тёмных тонах, находящих отражение как в освещении помещения, так и в одежде участников клипа. Первоначально группа прибыла на локацию лишь для репетиции, но, имея с собой всё необходимое оборудование, решила заснять процесс. Окончательная запись комбинирует основную линию сюжета с флэшбэками, отсылающими зрителя к смыслу песни, заложенному Корнеллом. Запись вышла в свет 22 февраля 2003 года и позже была опубликована на YouTube 25 октября 2009 года. По состоянию на 16 июля 2024 года, клипом была достигнута отметка в более чем 1,25 миллиарда просмотров на YouTube.

## Участники записи

### Audioslave
- Крис Корнелл — вокал
- Том Морелло — гитара
- Тим Коммерфорд — бас-гитара
- Брэд Уилк — ударные

## Список композиций

### EP (European release)[22]
1. «Like A Stone (Album Version)» — 4:54
2. «Like A Stone (Live BBC Radio 1 Session)» — 5:00
3. «Gasoline (Live BBC Radio 1 Session)» — 4:42
4. «Set It Off (Live From Letterman)» — 3:59
5. «Super Stupid (Live BBC Radio 1 Session)» — 3:23

### CD Промо Сингл (UK version)[23]
1. «Like a Stone» — 4:54

### VHS (US version)[24]
1. «Like a Stone» — 5:00

## Чарты

### Еженедельные чарты
| Чарт (2003)                        | Позиция на пике |
| ---------------------------------- | --------------- |
| Австралия (ARIA)                   | 35              |
| Италия (FIMI)                      | 40              |
| Новая Зеландия (Recorded Music NZ) | 14              |
| US Billboard Hot 100               | 31              |
| US Adult Pop Airplay (Billboard)   | 23              |
| US Alternative Airplay (Billboard) | 1               |
| US Mainstream Rock (Billboard)     | 1               |
| US Pop Airplay (Billboard)         | 27              |

| Чaрт (2017)                                 | Позиция на пике |
| ------------------------------------------- | --------------- |
| Canada Digital Song Sales (Billboard)       | 43              |
| UK Rock & Metal (OCC)                       | 14              |
| US Hot Rock & Alternative Songs (Billboard) | 7               |

## Сертификации
| Регион | Сертификация | Продажи  |
| --- | ------------ | -------- |
| Австралия (ARIA) | Золотая      | 35,000‡  |
| Португалия (AFP) | Золотая      | 20,000‡  |
| США (RIAA) | Золотая      | 500,000* |
| Соединённое Королевство (BPI)                                                                                                   | Серебряная   | 200,000‡ |
| * Показатели «продажи» основаны только на сертификации. ‡ Показатели «продажи+воспроизведения» основаны только на сертификации. |              |          |